# Solní pokladna
Solní pokladna (lat. cassa salis) vznikla na základě tzv. solní smlouvy uzavřené v roce 1630 mezi Svatým stolcem a  
Českým královstvím.
Císař Ferdinand II. se v ní zavázal poskytnout papeži a Apoštolskému stolci ve prospěch českého kléru podíl na solní dani ve výši 15 krejcarů za každou bečku soli dovezenou do Čech. Naproti tomu církev se jménem papeže Urbana VIII. zřekla všech svých statků, které byly zcizeny před vládou císaře Rudolfa II. od dob vypuknutí husitských nepokojů. Jednalo se o statky různé velikosti a ceny, jež v minulosti patřily diecézním i řeholním institucím. Solní pokladna, nad jejíž správou dohlížela Svatá Kongregace pro šíření víry, se stala jedním z hlavních zdrojů financování katolické církve v Čechách v 17. a 18. století. Císař Josef II. v roce 1782 přičlenil solní pokladnu k nově zřízenému náboženskému fondu, a katolická církev tak ztratila vliv na její správu. 